# Defensoría del Niño y del Adolescente del Perú
La Defensoría del Niño y del Adolescente (DNA) es un servicio gratuito, encargado de promover, defender y vigilar el cumplimiento de los derechos que la ley reconoce a los niños, niñas y adolescentes del Perú. 
Este servicio es descentralizado, toda vez que puede ser implementado por instituciones públicas o privadas, así como por organizaciones de la sociedad civil que se muestren interesadas en la situación de la niñez y la adolescencia. 

## Historia
El estado Peruano al suscribir la Convención sobre los Derechos del Niño, el 26 de enero de 1990 y ratificarla mediante Resolución Legislativa N.º 25278, el 4 de agosto del mismo año, se comprometió a adecuar sus leyes y prácticas al nuevo paradigma que este acuerdo internacional ofrecía sobre la niñez y adolescencia - la Doctrina de la Protección Integral - a fin de hacer realidad los derechos de todos los niños, niñas y adolescentes peruanos; razón por la cual, mediante Decreto Ley N.º 26102 aprobó una nueva norma nacional dirigida a la niñez y adolescencia peruana, el Código de Niños y Adolescentes de 1992, que pasaba a reemplazar al entonces vigente Código de Menores de 1962, superando de esta manera la conocida Doctrina de la Situación Irregular.
El nuevo Código de los Niños y Adolescentes -Ley 27337 - ratifica la necesidad de contar con este tipo de servicio que enfrenta a todo un panorama de problemas recogidos en el Plan Nacional de Acción por la Infancia y Adolescencia 2002-2010.
A partir de 1996, el entonces Ministerio de Promoción de la Mujer y del Desarrollo Humano (PROMUDEH), se convierte en el Ente Rector de este Sistema. Y desde aquella fecha, el PROMUDEH, hoy Ministerio de la Mujer y Poblaciones Vulnerables del Perú (MIMP), a través de la Dirección General de Niñas, Niños y Adolescentes (DGNNA), y especialmente de la Dirección de Sistemas Locales y Defensorías (DSLD), es la autoridad central del servicio de Defensorías del Niño y del Adolescente a nivel nacional. 
-Existen en todo el territorio nacional 2200 Defensorías del Niño y del Adolescente que funcionan en distintas instituciones promotoras.

## Organización
La defensoría puede estar integrada por profesionales o personas de la comunidad debidamente capacitadas para administrar su adecuado funcionamiento. Además, puede contar con personal de apoyo que también haya recibido la capacitación respecto al funcionamiento del servicio.
Teniendo a su cargo dichas funciones

## Funciones
Las funciones de las Defensorías del Niño y del Adolescente se llevan a cabo a través de tres tipos de labores: la Promoción, Defensa y Vigilancia de los derechos de los niños, niñas y adolescentes.
Por otro lado, el artículo 45 del Código de los Niños y Adolescentes señala las siguientes funciones específicas de las DNA:
- Conocer la situación de las niñas, niños y adolescentes que se encuentran en instituciones públicas o privadas;
- Intervenir cuando se encuentren amenazados o vulnerados sus derechos para hacer prevalecer el principio del interés superior;
- Promover el fortalecimiento de los lazos familiares. Para ello puede efectuar conciliaciones extrajudiciales entre cónyuges, padres y familiares sobre alimentos, tenencia y régimen de visitas, siempre que no existan procesos judiciales sobre estas materias;
- Conocer de la colocación familiar
- Fomentar el reconocimiento voluntario de la filiación
- Coordinar programas de atención en beneficio de los niños y adolescentes que trabajan
- Brindar orientación multidisciplinaria a la familia para prevenir situaciones críticas, siempre que no existan procesos judiciales previos;
- Denunciar ante las autoridades competentes las faltas y delitos cometidos en agravio de los niños y adolescentes.
- Vigilar el cumplimiento de los Acuerdos totales y de los casos hasta que sea resarsido el derecho vulnerado

Los niños, niñas y adolescentes, familiares o cualquier persona que conozca de una situación o problema que atente contra los derechos de los niños, niñas y adolescentes puede acudir a una Defensoría del Niño(a) y del Adolescente.